# بانابو
بانابو (بالإنجليزية: Panabo)‏ هي مدينة في الفلبين، تتبع دافاو ديل نورت، بلغ عدد سكانها 174٬364  نسمة، في 1 مايو 2010، تبلغ مساحتها 251٫23 كيلومتر مربع، رمزها البريدي هو 8105.

## الموقع
تشترك في الحدود مع:
- Braulio E. Dujali [الإنجليزية]‏.

## أعلام
- مارك أنتوني باريغا